# Малов, Роман Викторович
Роман Викторович Малов (род. 24 сентября 1977, Москва) — российский хоккеист, нападающий. Мастер спорта России.

## Биография
Родился в Москве, вскоре семья переехала в Новочебоксарск. Воспитанник местного «Сокола», тренер В. Сорокин. Дебютировал за команду в сезоне 1992/93, проведя в открытом чемпионате России один матч. В следующем сезоне выступал за команду в элитной лиге первенства ФХР. Сезон 1994/95 провёл в команде МХЛ «Строитель» Караганда. В сезоне 1995/96 играл за омский «Авангард». На драфте НХЛ 1996 года был выбран в 7-м раунде под общим 187-м номером командой «Филадельфия Флайерз» и сезон 1996/97 провёл в команде OHL «Кингстон Фронтенакс». Вернувшись в Россию, был отдан в аренду в московский «Спартак». По ходу сезона вернулся в «Сокол», в следующем сезоне перешёл в «Мотор» Заволжье. Шесть сезонов (1999/2000 — 2004/05) отыграл за «Торпедо» Нижний Новгород, был капитаном. Затем выступал за «Северсталь» (2005/06), «Трактор» и «Химик» Воскресенск (2006/07). Четыре сезона (2007/08 — 2010/11) провёл в киевском «Соколе». Играл за «Беркут» Киев (2011/12, был капитаном), белорусский «Гомель» (2012/13), «Компаньон» (2012/13), клуб ВХЛ «Саров» (2013—2014).
В 2002 году из «Торпедо», игравшего в высшей лиге, вызывался в сборную России.
С 2016 года — тренер, с июля 2019 года — директор в СДЮШОР «Торпедо».